# La dinamita está servida
La dinamita está servida es una película española de comedia estrenada en 1968, dirigida por Fernando Merino y protagonizada en los papeles principales por Tony Leblanc, Laura Valenzuela, Alfredo Landa y Manolo Gómez Bur.

## Sinopsis
Informados de que el rey de Chaila va a pasar unas vacaciones de riguroso incógnito en un lujoso hotel de la Costa Brava, un grupo revolucionario contrata a Kremer, especialista en atentados políticos quien, a cambio de 80.000 dólares, acepta la descabellada misión de asesinarlo y así acabar con su régimen. Por su parte, Mike y Dory, una joven pareja que vive al margen de la ley, también han sido informados del viaje del rey de Chaila, por lo que deciden robar las valiosas joyas que siempre lleva consigo el monarca. Mientras, Olga y Arturo, una matrimonio ajeno a todo esto, contempla la confusión que se organiza en torno al rey y a su harén de 16 mujeres.

## Reparto
- Tony Leblanc como Mike
- Alfredo Landa como	Bruno - El jeque árabe
- Manolo Gómez Bur como Campos Ramírez
- Laura Valenzuela como Dory
- Rafael Alonso como	Manuel - Rey de Chaila
- María Silva como Olga
- Francisco Piquer Chanza como Jesús
- Charles Stalnaker como McGregor
- Tomás Blanco como Pablo
- Cris Huerta como Tino
- Guillermo Lanaro como El Pimen
- Fernando Sánchez Polack como Pepe
- Julia María Tiedra como Gloria
- Noel Clarasó como Óscar
- Juan Antonio Arévalo como El Meli
- Eric Chapman como Gino